# Attilio Degrassi
Attilio Degrassi (1887 - 1969) was een Italiaans geleerde van Latijnse epigrafie.

## Biografie
Degrassi doceerde aan de universiteit van Padua, waar hij onder andere de epigraficus Silvio Panciera opleidde, die aan de faculteit van de Universiteit van Rome ging werken. 
Als epigrafist was Degrassi invloedrijk in het verzamelen en publiceren van inscripties. 

## Werken
1. Il confine nord-orientale dell'Italia romana : ricerche storico-topografiche (1954).
2. Quattuorviri in colonie romane e in municipi retti da duoviri (1957).
3. Inscriptiones latinae liberae rei publicae (1957-1963).
4. Scritti vari di antichità, raccolti da amici e allievi nel 75°compleanno dell'autore (1962).
5. Inscriptiones Latinae liberae rei publicae: imagines. Consilio et auctoritate Academiae Scientiarum (1965).
6. Epigrafia latina. Con un'appendice bibliografica di Attilio Degrassi (1968).
7. Epigrafia: actes du Colloque international d'épigraphie latine en mémoire de Attilio Degrassi (1988).